# Belgium vasúti közlekedése

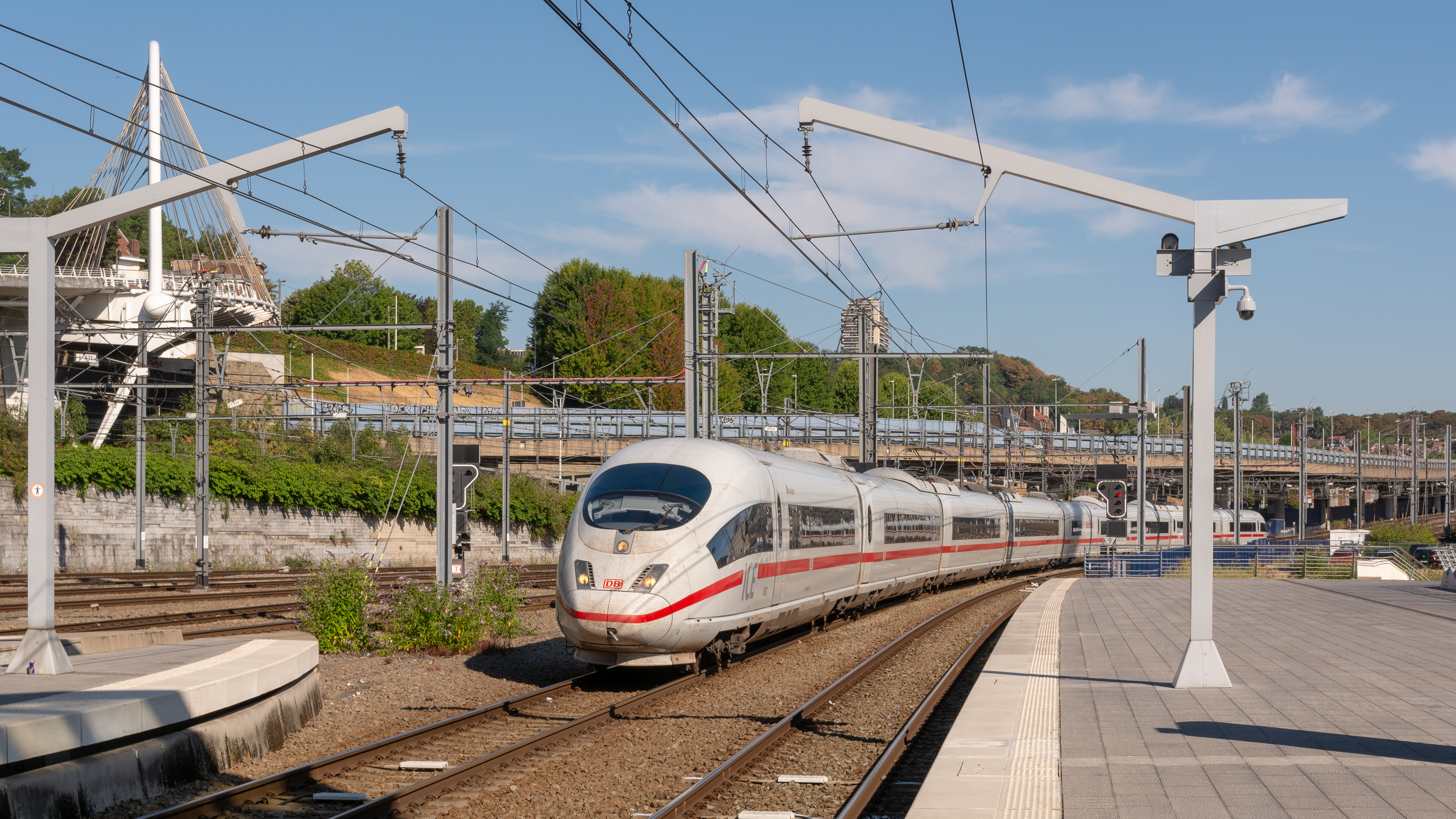
Német ICE motorvonat Belgiumban

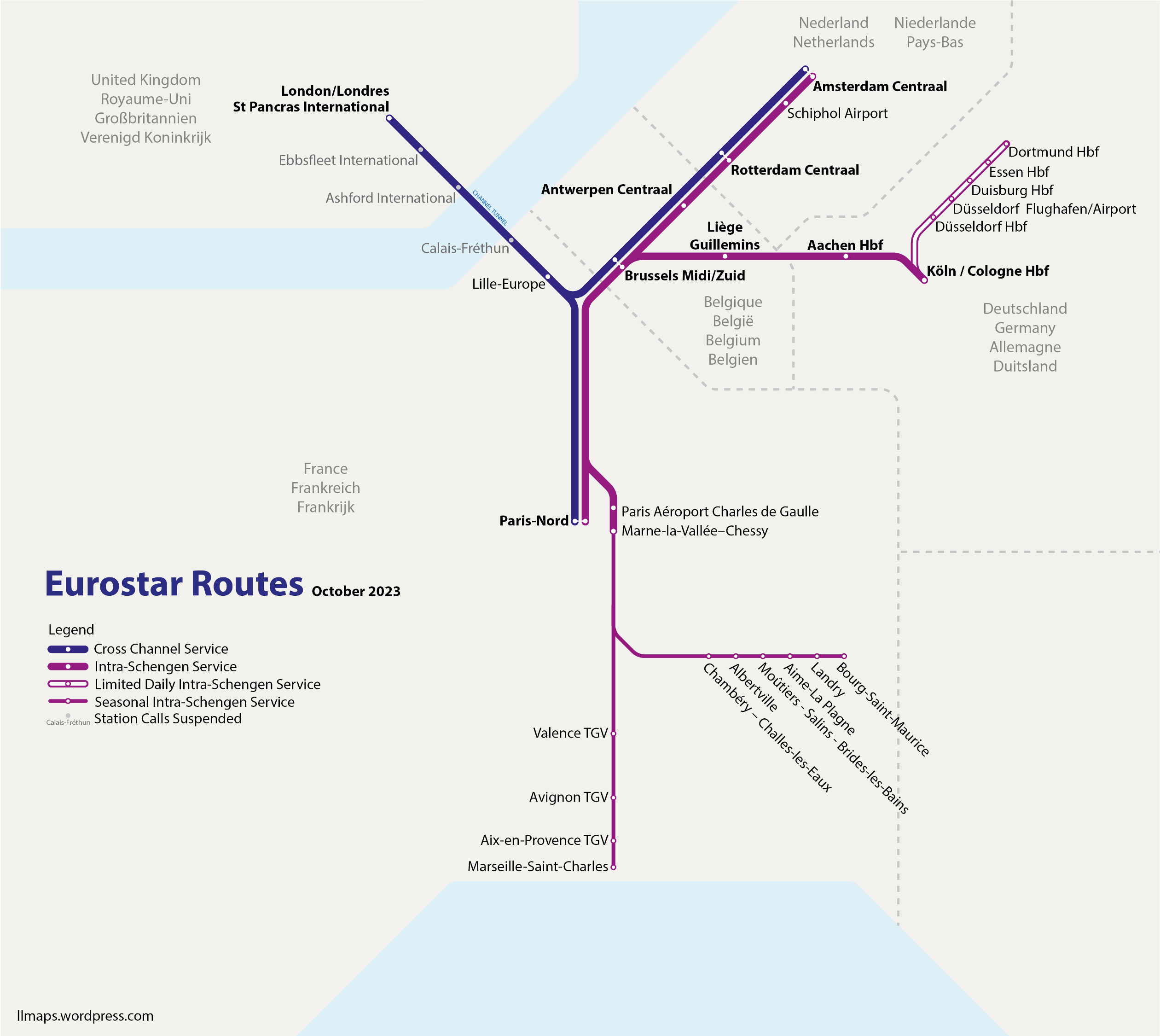
Eurostar útvonalak Európában

Belgium vasúthálózatának hossza 3733 km, ebből 2934 km kétvágányú, 3286 km villamosított. 2023-ban a vonalakon 244,6 millió utas utazott, a teherszállítás 53,5 millió tonna volt. Nemzeti vasúttársasága a SNCB/NMBS.

## Története
1835. május 5-én megnyílt Európa első vasútvonala Brüsszel-Groendreef/Allée verte és Mechelen között. Már 1830-ban felmerült egy vasút vagy csatorna építésének terve. A vasút megvalósíthatóságát Pierre Simons és Gustave De Ridder mérnökök vizsgálták. Az első vonatok Nagy-Britanniából importált Stephenson-mozdonyok voltak. A mozdonyokat Pijlnek (nyíl), Olifantnak (elefánt) és „Stephensonnak” (tervezőjéről elnevezve) nevezték el. Ezek vontatták a padkocsikat és a diligenciákat. Mechelenből visszatérve az Olifant mind a 30 kocsit vontatta. 1840-re Gent, Brugge, Oostende, Antwerpen, Mechelen, Brüsszel és Leuven összeköttetésbe került. A Liège-be, Monsba és Kortrijkba vezető vonalak részben elkészültek. 1843-ban, amikor a fő kelet-nyugati és észak-déli tengelyek elkészültek, a magánvállalatok engedélyt kaptak saját vasúti hálózatok építésére és üzemeltetésére. Ezek döntő szerepet játszottak az ország iparosításában.
1870-ben a belga állam 863 kilométer vasútvonalat birtokolt, míg a magánvállalkozások 2231 kilométert. 1870 és 1882 között a vasutakat fokozatosan államosították. 1912-ben 5000 kilométer állami tulajdonban volt, míg a magánvonalak hossza 300 kilométer volt. A teljes államosítást már akkor fontolgatták, de csak 1926-ban, az SNCB megalakulásakor hajtották végre. A társaságot SNCB (Société nationale des Chemins de Fer belges) vagy NMBS (Nationale Maatschappij der Belgische Spoorwegen) névre keresztelték, hasonlóan a 12 évvel később alapított francia vasúti hálózathoz, az SNCF-hez. 1958-ban a hálózat teljes egészében állami tulajdonba került. 1935. május 5-én az SNCB megkezdte a Brüsszel-Észak és Antwerpen-Központi állomás közötti 44 kilométer hosszú vonal villamosítását.

## Infrastruktúra
2003-ban a hálózat 3518 kilométer vasútvonalat tett ki, amelyek mindegyike normál nyomtávolságú volt. Ebből a vasútvonalakból 2631 kilométer villamosított volt. A legtöbb villamosított belga vonal 3 kV egyenáramú felsővezetékes áramellátást használ, de a nagysebességű vonalak 25 kV váltakozó árammal vannak villamosítva, ahogyan az ország déli részén a közelmúltban villamosított vonalak is (Rivage – Gouvy és Dinant – Athus vonalak).
A belgiumi vonatok általában a bal oldali vágányon közlekednek. Ez ellentétben áll a közúti járművekkel, amelyek a jobb oldalon közlekednek, és bizonyíték a britek részvételére a vasúti hálózat kiépítésében a 19. században.
A vasúti hálózatot az Infrabel irányítja és tartja karban.

## Üzletpolitika
Belgium olcsó vasúti utazási politikát folytat. A belga állampolgárok, különösen a diákok és az idősebbek, ösztönzőket és olcsóbb viteldíjakat kapnak, hogy enyhítsék a ország közútjainak zsúfoltságát. A közszféra alkalmazottai ingyenes vagy jelentősen támogatott bérletet kapnak a vasúti ingázáshoz. Sok magánszférai munkáltató hozzájárul a bérlet költségéhez. 2023 januárja óta tilos a dohányzás minden vasútállomáson, minden pályán (zárt és nyitott területeken egyaránt) és az utasok számára fenntartott kocsikban.

## Nagysebességű vasúti közlekedés
Jelenleg az országban négy nagysebességű vasúti szolgáltatás működik, Brüsszel legnagyobb és legforgalmasabb állomásáról Brussels Southról indulnak a járatok:
- Az ICE és a Thalys vonatok Németország felé a HSL-2 és HSL-3 vonalakon Kölnön át  Frankfurtig;
- A TGV vonatok Párizs felé;
- Az Eurostar vonatok London felé a St Pancras pályaudvarra;
- Ezen kívül még több, mozdony vontatású hagyományos InterCity is közlekedik az országban, igénybe véve útjuk során a nagysebességű vasútvonalakat is.

Az ország vasútvonalait 3000 V egyenárammal villamosították, de nagysebességű vasútvonalakon már 25 kV 50 Hz-es rendszert építették ki. A nagysebességű vasútvonalak hossza összesen 209 km.
Három vasútvonalon 300, eggyen pedig 260 km/h a megengedett legnagyobb sebesség.

## Vasúti kapcsolata más országokkal
- Németország – azonos nyomtáv – eltérő áramrendszer 3 kV DC / 15 kV 16,7 Hz AC
- Franciaország – azonos nyomtáv – eltérő áramrendszer 3 kV DC / 25 kV AC
- Luxemburg – azonos nyomtáv – eltérő áramrendszer 3 kV DC / 25 kV AC
- Hollandia – azonos nyomtáv – eltérő áramrendszer 3 kV DC / 1500 V DC